# Дельфиновые
Дельфи́новые, или дельфи́ны (лат. Delphinidae, от др.-греч. δελφίς, gen. δελφῖνος ‘дельфин’), — семейство морских млекопитающих из парвотряда зубатых китов инфраотряда китообразных.

## Общее описание

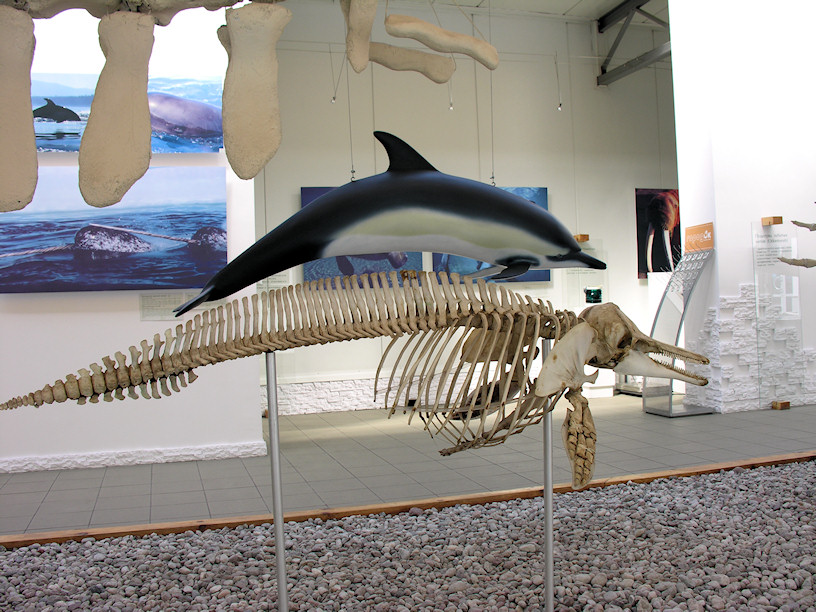
Скелет (снизу) и макет (сверху) дельфина

Дельфины характеризуются присутствием в обеих челюстях довольно значительного числа однородных конических зубов, оба носовых отверстия соединены обыкновенно в одно поперечное отверстие полулунной формы на вершине черепа, голова относительно небольшая, часто с заострённой мордой, тело вытянутое, есть спинной плавник. Очень подвижные и ловкие, хищники, живущие в основном общественно, водятся во всех морях, поднимаются высоко в реки, питаются главным образом рыбой, моллюсками, ракообразными.
У одних дельфинов рот вытянут вперёд в виде клюва; y других голова спереди округлённая, без клювовидного рта.
Дельфины плавают исключительно быстро, стайки дельфинов часто следуют за кораблями, используя, помимо нижеописанного «парадокса Грея», кильватерную волну кораблей для ещё большего ускорения. Дельфин был любим и популярен с древности: существует множество поэтических сказаний и поверий (предание об Арионе) о дельфинах и их скульптурных изображений.
Слово дельфин восходит к греческому δελφίς, которое в свою очередь произошло от индоевропейского корня *gʷelbh- «матка», «лоно», «утроба». Название животного может быть истолковано как «новорождённый младенец» (возможно, из-за внешнего сходства с младенцем или из-за того, что крик дельфина похож на крик ребёнка).

### Физиология
Период беременности дельфинов — 10—18 месяцев. Самка дельфина обычно приносит одного детёныша длиной 50—60 см и некоторое время заботливо его охраняет. Растут дельфины, по-видимому, медленно, и продолжительность их жизни должна быть довольно значительна (20—30 лет). В некоторых случаях учёные наблюдали, что детёныши совсем не спят первый месяц жизни, вынуждая и самок быть активными всё это время. В 1970-х группа учёных Утришской морской станции ИПЭЭ открыла у дельфинов необычный характер сна. В отличие от других изученных на тот момент млекопитающих, в состоянии медленного сна у них попеременно находится только одно из двух полушарий мозга. Пожалуй, главная причина этого в том, что дельфины вынуждены время от времени подниматься к поверхности воды для дыхания.

### Развитие мозга
Размер мозга дельфинов в соотношении с размером их тела гораздо больше, чем у шимпанзе, а их поведение указывает на высокую степень умственного развития. Мозг взрослого дельфина весит около 1700 граммов, а у человека — в среднем 1400. У дельфина в два раза больше извилин в коре головного мозга, чем у человека. Известный цетолог А. Г. Томилин предполагал, что причиной большой величины мозга дельфинов является широко используемая ими эхолокация.
Сон дельфина так же отличается от сна всех других млекопитающих. Левое и правое полушария мозга  «спят» отдельно, при этом одно полушарие всегда «бодрствует». Это позволяет дельфину регулярно всплывать за воздухом и быстро реагировать на опасности.
По последним научным данным когнитивной этологии и зоопсихологии, дельфины не только имеют «словарный запас» до 14 000 звуковых сигналов, который позволяет им общаться между собой, но и имеют самосознание, «социальное сознание» (social cognition) и эмоциональное сочувствие, готовность помочь новорождённым и больным, выталкивая их на поверхность воды.

### Движение
С дельфинами связан так называемый «парадокс Грея». В 1930-х гг. англичанина Джеймса Грея удивила необычайно высокая скорость плавания дельфинов (37 км/ч по его измерениям). Произведя необходимые расчёты, Грей показал, что по законам гидродинамики для тел с неизменными свойствами поверхности дельфины должны были обладать в несколько раз большей мышечной силой, чем наблюдалась у них. Соответственно, он предположил, что дельфины умеют управлять обтекаемостью своего тела, сохраняя ламинарное обтекание при скоростях движения, для которых оно уже должно становиться турбулентным. В США и Великобритании после Второй мировой войны и на 10 лет позднее в СССР начались попытки доказать или опровергнуть это предположение. В США они практически прекратились в период с 1965—1966 до 1983 года, так как на основе неверных оценок были сделаны ошибочные выводы о том, что «парадокса Грея» не существует, и дельфинам вполне достаточно одной лишь мускульной энергии для развития такой скорости. В СССР попытки продолжались, и в 1971—1973 гг. появились первые экспериментальные подтверждения догадки Грея.

### Сигналы
Дельфины имеют систему звуковых сигналов. Сигналы двух типов: эхолокационные (сонарные) — служат животным для исследования обстановки, обнаружения препятствий, добычи и «щебеты» или «свист» — для коммуникации с сородичами, также выражающие эмоциональное состояние дельфина.
Сигналы испускаются на очень высоких ультразвуковых частотах, недоступных человеческому слуху. Звуковое восприятие людей находится в полосе частот до 20 кГц, дельфины используют частоту до 200 кГц.
В речи дельфинов ученые уже насчитали 186 разных «свистов». У них примерно столько же уровней организации звуков, сколько и у человека: шесть, то есть звук, слог, слово, фраза, абзац, контекст, есть свои диалекты.
В 2006 году коллектив британских исследователей из Сент-Эндрюсского университета провёл ряд экспериментов, результаты которых позволяют предположить, что дельфины способны к присваиванию и распознаванию имён.
В настоящее время ряд ученых работают над расшифровкой сложных сигналов при помощи прибора CymaScope, сконструированного в этих целях британским инженером-акустиком Джоном Стюартом Рейдом (англ. John Stuart Reid).

## Классификация
Список родов и видов, представленный ниже, соответствует таксономическому перечню, разработанному комитетом Общества морской маммологии. Подсемейства указаны согласно работе Макгоуэна и соавторов (2020); родовой состав подсемейства Lissodelphininae был пересмотрен в 2025 году, что отражено в перечне. В список не включён спорный вид Tursiops australis, описанный в 2011 году. В 2024 году в составе рода косаток (Orcinus) было предложено выделить три современных вида: O. ater, O. orca и O. rectipinnus. Общество морской маммологии рассматривает их в качестве подвидов типового вида O. orca.
| Подсемейство                           | Род                                                        | Вид                         | Русское название                 |
| Delphininae (Gray, 1821)               | Delphinus Linnaeus, 1758 Дельфины-белобочки                | Delphinus delphis           | Белобочка                        |
| Delphininae (Gray, 1821)               | Lagenodelphis Fraser, 1956 Малайзийские дельфины           | Lagenodelphis hosei         | Малайзийский дельфин             |
| Delphininae (Gray, 1821)               | Sotalia van Bénéden, 1864 Длинноклювые дельфины            | Sotalia fluviatilis         | Белый дельфин                    |
| Delphininae (Gray, 1821)               | Sotalia van Bénéden, 1864 Длинноклювые дельфины            | Sotalia guianensis          | Гвианский дельфин                |
| Delphininae (Gray, 1821)               | Sousa Gray, 1866 Горбатые дельфины                         | Sousa chinensis             | Китайский дельфин                |
| Delphininae (Gray, 1821)               | Sousa Gray, 1866 Горбатые дельфины                         | Sousa plumbea               | Свинцовый дельфин                |
| Delphininae (Gray, 1821)               | Sousa Gray, 1866 Горбатые дельфины                         | Sousa sahulensis            |                                  |
| Delphininae (Gray, 1821)               | Sousa Gray, 1866 Горбатые дельфины                         | Sousa teuszii               | Западноафриканский дельфин       |
| Delphininae (Gray, 1821)               | Stenella Gray, 1866 Продельфины, стенеллы                  | Stenella attenuata          |                                  |
| Delphininae (Gray, 1821)               | Stenella Gray, 1866 Продельфины, стенеллы                  | Stenella clymene            | Короткорылый продельфин          |
| Delphininae (Gray, 1821)               | Stenella Gray, 1866 Продельфины, стенеллы                  | Stenella coeruleoalba       | Полосатый дельфин                |
| Delphininae (Gray, 1821)               | Stenella Gray, 1866 Продельфины, стенеллы                  | Stenella frontalis          | Большелобый продельфин           |
| Delphininae (Gray, 1821)               | Stenella Gray, 1866 Продельфины, стенеллы                  | Stenella longirostris       | Длиннорылый продельфин           |
| Delphininae (Gray, 1821)               | Tursiops Gervais, 1855 Афалины                             | Tursiops aduncus            | Индийская афалина                |
| Delphininae (Gray, 1821)               | Tursiops Gervais, 1855 Афалины                             | Tursiops erebennus          |                                  |
| Delphininae (Gray, 1821)               | Tursiops Gervais, 1855 Афалины                             | Tursiops truncatus          | Афалина, бутылконосый дельфин    |
| Globicephalinae Le Duc, 1997           | Feresa Gray, 1874 Карликовые косатки                       | Feresa attenuata            | Карликовая косатка               |
| Globicephalinae Le Duc, 1997           | Globicephala Lesson, 1828 Гринды (чёрные дельфины)         | Globicephala macrorhynchus  | Короткоплавниковая гринда        |
| Globicephalinae Le Duc, 1997           | Globicephala Lesson, 1828 Гринды (чёрные дельфины)         | Globicephala melas          | Обыкновенная гринда              |
| Globicephalinae Le Duc, 1997           | Grampus Gray, 1828 Серые дельфины                          | Grampus griseus             | Серый дельфин                    |
| Globicephalinae Le Duc, 1997           | Orcaella Gray, 1866 Иравадийские дельфины, орцеллы         | Orcaella brevirostris       | Иравадийский дельфин             |
| Globicephalinae Le Duc, 1997           | Orcaella Gray, 1866 Иравадийские дельфины, орцеллы         | Orcaella heinsohni          | Австралийский курносый дельфин   |
| Globicephalinae Le Duc, 1997           | Peponocephala Nishiwaki et Norris, 1966 Бесклювые дельфины | Peponocephala electra       | Бесклювый (широкомордый) дельфин |
| Globicephalinae Le Duc, 1997           | Pseudorca Reinhardt, 1862 Малые косатки                    | Pseudorca crassidens        | Малая косатка                    |
| Globicephalinae Le Duc, 1997           | Steno Gray, 1846 Крупнозубые дельфины                      | Steno bredanensis           | Крупнозубый дельфин              |
| Lissodelphininae Fraser & Purves, 1960 | Aethalodelphis Galatius et al., 2025                       | Aethalodelphis obliquidens  | Тихоокеанский белобокий дельфин  |
| Lissodelphininae Fraser & Purves, 1960 | Aethalodelphis Galatius et al., 2025                       | Aethalodelphis obscurus     | Тёмный дельфин                   |
| Lissodelphininae Fraser & Purves, 1960 | Cephalorhynchus Gray, 1846 Пёстрые дельфины                | Cephalorhynchus australis   | Южный белобокий дельфин          |
| Lissodelphininae Fraser & Purves, 1960 | Cephalorhynchus Gray, 1846 Пёстрые дельфины                | Cephalorhynchus commersonii | Дельфин Коммерсона               |
| Lissodelphininae Fraser & Purves, 1960 | Cephalorhynchus Gray, 1846 Пёстрые дельфины                | Cephalorhynchus cruciger    | Крестовидный дельфин             |
| Lissodelphininae Fraser & Purves, 1960 | Cephalorhynchus Gray, 1846 Пёстрые дельфины                | Cephalorhynchus eutropia    | Белобрюхий дельфин               |
| Lissodelphininae Fraser & Purves, 1960 | Cephalorhynchus Gray, 1846 Пёстрые дельфины                | Cephalorhynchus heavisidii  | Дельфин Хэвисайда                |
| Lissodelphininae Fraser & Purves, 1960 | Cephalorhynchus Gray, 1846 Пёстрые дельфины                | Cephalorhynchus hectori     | Дельфин Гектора                  |
| Lissodelphininae Fraser & Purves, 1960 | Lissodelphis Gloger, 1841 Китовидные дельфины              | Lissodelphis borealis       | Северный китовидный дельфин      |
| Lissodelphininae Fraser & Purves, 1960 | Lissodelphis Gloger, 1841 Китовидные дельфины              | Lissodelphis peronii        | Южный китовидный дельфин         |
| Базальная группа                       | Lagenorhynchus Gray, 1846 Короткоголовые дельфины          | Lagenorhynchus albirostris  | Беломордый дельфин               |
| Базальная группа                       | Leucopleurus Gray, 1846                                    | Leucopleurus acutus         | Атлантический белобокий дельфин  |
| Базальная группа                       | Orcinus Fitzinger, 1860 Косатки                            | Orcinus orca                | Косатка                          |

Всего семейство дельфиновых включает около 40 видов. Из них в водах России встречается 11 видов. 
Дельфинами также называют виды, относящиеся к нетаксономической группе речных дельфинов.

## Охрана
Некоторые виды и подвиды дельфиновых находятся на грани исчезновения и охраняются местным и международным законодательством. Один из примеров — живущий в Новой Зеландии подвид дельфина Гектора, известный как дельфин Maui (Cephalorhynchus hectori maui). Всего в водах Северного острова Новой Зеландии обитает менее 150 этих дельфинов.
Начиная с 1966 года после принятия Конвенции СИТЕС (Приложение 2) в СССР промысел дельфинов был запрещён. Турция на настоящий момент этот договор не ратифицировала.
2007 год был объявлен ООН «Годом дельфина» и, ввиду успеха, был продлён на 2008 год.

## Дельфинотерапия

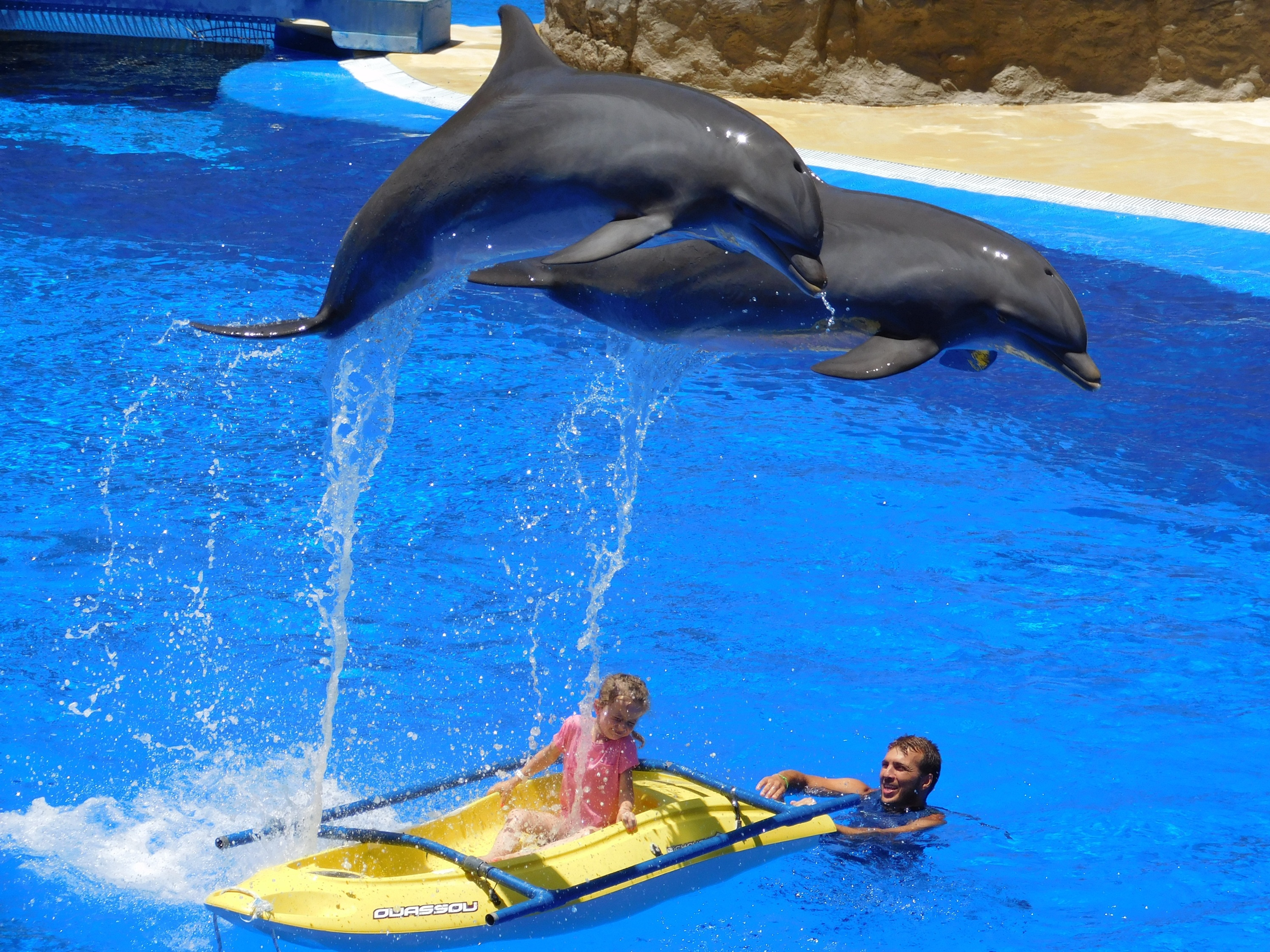
Купание с дельфинами

Дельфинотерапия — метод психотерапии с сомнительной эффективностью, который построен на общении человека и дельфина. Проводится в форме общения, игры и простых совместных упражнений под наблюдением специалиста. Применяется при лечении у детей таких заболеваний, как детский церебральный паралич, ранний детский аутизм, синдром дефицита внимания и гиперактивности и т. п., а также с целью облегчения родовых схваток у беременных. 
Дельфинотерапия критикуется по причине отсутствия каких-либо доказательств её действенности. Цетолог Лори Марино и клинический психолог Скотт Лилиенфельд пишут: 
|  | We conclude that nearly a decade following our initial review, there remains no compelling evidence that DAT is a legitimate therapy or that it affords any more than fleeting improvements in mood. |  | Мы пришли к выводу, что спустя почти десять лет после нашего первоначального обзора не осталось убедительных доказательств того, что дельфинотерапия является действенной терапией или что она даёт проходящему лечение нечто большее, чем мимолётное улучшение настроения. |  |
|  | |  | |  |

## Боевые дельфины
Боевые дельфины — это дельфины, обученные в военных целях. Силовые ведомства Соединённых Штатов и СССР обучали океанических дельфинов для выполнения нескольких задач.

Их обучение включало: обнаружение подводных мин, спасение моряков после уничтожения их корабля, нахождение вражеских комбатантов. В 1960-х годах дельфины помогали военным США в поисках затонувших стартовых тележек ракет «Регулюс», боеголовок противолодочных ракет ASROC и учебных мин, иногда выполняя эту работу лучше водолазов.
В конце 1960-х гг. многими газетами были растиражированы не соответствующие действительности сообщения о том, что в ВМС США ведутся работы по обучению дельфинов поиску и уничтожению подводных лодок с использованием методов «камикадзе». Всё началось со статьи, содержащей журналистскую выдумку и распространённой в 1966 году агентством «Ассошиэйтед пресс». Поводом к этой статье был открытый доклад Б. Эванса и Б. Э. Пауэлла о различении металлов дельфином Дорис и работе в открытом море дельфина Таффи.
Были также предположения о возможности установления дельфинами сложного оборудования, например, устройств гидролокаторных помех, поисковых и так далее. ВМС США отрицают, что когда-либо обучали морских млекопитающих причинять ущерб или вред людям, а также доставлять оружие для уничтожения вражеских судов.

## Содержание в неволе
Дельфинарий — это специальный аквариум для демонстрации зрителям дрессированных дельфинов. Как правило, в больших океанариумах показывают косаток и афалин, а также представления с их участием.

## В христианстве
После казни тело святого мученика пресвитера Лукиана было брошено в море, но, согласно житию, написанному Симеоном Метафрастом, через несколько дней дельфин вынес его на берег и верующие похоронили его.

## Роль в спасении утопающих
Известны рассказы спасшихся о том, что дельфины поддерживали их на воде и помогали выплыть, подталкивая к берегу. Однако поведение дельфинов в таких ситуациях специально не изучалось, поэтому мнение о том, что дельфины склонны помогать утопающим, может быть основано на систематической ошибке выжившего.

## Отражение в культуре
Образ дельфина в культуре имеет давнюю историю. Дельфины изображались на древнегреческих монетах начиная с V века до н. э., на древнегреческой керамике. В одной из пещер Восточно-Капской провинции ЮАР (англ. Klasies River Mouth Cave 5) в 1969 году найден камень возрастом около 2285 лет с изображением человека и четырёх похожих на дельфинов морских животных.

### Фильмы
- Художественный фильм «Люди и дельфины» (1983, СССР, 4 серии, научно-фантастический)
- Художественный фильм «День дельфина» / The Day of the Dolphin (1973)
- Художественный фильм «Голубая бездна» / The Big Blue (1988)
- Художественный фильм «Зевс и Роксана» / Zeus and Roxanne (1997)
- Художественный фильм «Флиппер» / Flipper (1963)
- Художественный фильм «Новые приключения Флиппера» / Flipper’s New Adventure (1964)
- Художественный фильм «Флиппер» / Flipper (1996)
- Художественный фильм «Головастик и кит» (1987)
- Художественный фильм «Снежок» / Snowball (1994)
- Художественный фильм «Глаз дельфина» / Eye of the Dolphin (2006)
- Художественный фильм « Приключения на Багамах[англ.]» / англ. Beneath the Blue (Way of the Dolphin) (2010)
- Телесериал «Флиппер» (1964)
- Телесериал «Флиппер» (1995)
- Мультсериал «Флиппер и Лопака» (1999—2004)
- Мультфильм «Девочка и дельфин» (1979)
- Мультфильм «Подводные береты» (1991)
- Мультфильм «Дельфинёнок Муму» (2007)
- Мультфильм «Новые приключения Дельфинёнка Муму» (2009)
- Документальный фильм «Бухта» (2009)
- Художественный фильм «История дельфина» (2011)
- Художественный фильм «История дельфина 2» (2014)
- Художественный фильм «Крик дельфина» (1987)

#### Художественная
- Роман Артура Кларка «Остров дельфинов»;
- Роман Робера Мерля «Разумное животное»;
- Серия романов Дэвида Брина «Сага о Возвышении»;
- Роман Дугласа Адамса «Всего хорошего, и спасибо за рыбу!»;
- Повесть Тура Трункатова «Приключения Гука»;
- Повесть Вячеслава Назарова «Зелёные двери Земли»[укр.] («Бремя Равных»);
- Повести Сергея Жемайтиса «Вечный ветер» и «Дети океана»;
- Повесть Эдуарда Успенского «Подводные береты»;
- Повесть Николая Черкашина «Тайна „Архелона“» («Крик дельфина»).

#### Научно-популярная
- Вуд, Форрест Гленн. Морские млекопитающие и человек = Marine Mammals and Man / Пер. с англ. А. А. Щербакова. Под ред., предисл. А. С. Соколова. — Л.: Гидрометеоиздат, 1979. — 200 000 экз.
- Колдуэлл Д., Колдуэлл М. Мир бутылконосого дельфина = The World of the Bottlenosed Dolphin / Перев. с англ. И. И. Шуваловой. Под ред. и предисл. А. С. Соколова. — М.: Гидрометеоиздат, 1980. — 136 с. — 200 000 экз.
- Лилли Дж. Человек и дельфин / Пер. с англ. — М.: Мир, 1965.
- Прайор К. Несущие ветер: Рассказ о дрессировке дельфинов / Пер. с англ. В. М. Бельковича — М.: Мир, 1981.
- Сергеев Б. Ф. Живые локаторы океана. — Л.: Гидрометеоиздат, 1980.
- Супин А. Этот обыкновенный загадочный дельфин. — М.: Армада-пресс, 2002. — ISBN 5-309-00336-3
- Томилин А. Г. Снова в воду: Биологический очерк. — М.: Знание, 1984. — (Библиотека «Знание»).
- Томилин А. Г. В мире китов и дельфинов. — М.: Знание, 1980. — (Библиотека «Знание»).

### Памятники и скульптуры

Скульптура «Дельфин и русалка» в Новороссийске

- В Новороссийске на Набережной Адмирала Серебрякова находится скульптура «Дельфин и русалка».
- Дельфин является символом города Ретимнон на острове Крит (Греция).
- В Одессе скульптурная композиция «Девушка на дельфине» у Одесского академического театра музыкальной комедии им. М. Водяного (Музкомедии).
- Изображения дельфинов — распространённое украшение фонтанов. Наиболее известны:
  - Фонтан с дельфинами в Познани,
  - Фонтан «Нептун» в Петергофе,
  - Фонтан с дельфинами в парке Таксим-Гези на площади Таксим в центре Стамбула.

### Видеоигры
- Серия видеоигр Ecco the Dolphin. Главным героем игр является дельфин по имени Экко. Отличается от своих собратьев отметинами на голове, похожими на звезды.